# 阿爾弗雷德·沃特豪斯
阿尔弗雷德·沃特豪斯 RA（Alfred Waterhouse，1830年7月19日—1905年8月22日）是一位英國維多利亞時代建築師，設計了許多哥特復興式建築，其中較為著名的有倫敦自然歷史博物館、曼徹斯特市政廳和曼徹斯特博物館。

## 生平
沃特豪斯出生於英國蘭開夏利物浦艾博斯（Aigburth）的一個富有的貴格會家庭，他的弟弟艾德溫·沃特豪斯後來創建了普華永道的前身“Price Waterhouse”，另外一個弟弟西奧多·沃特豪斯則是一名律師，創建了Fieldfisher的前身“Waterhouse & Co”。他曾在托特納姆的貴格會中學中讀書，後來在曼徹斯特隨理查德·萊恩（Richard Lane）學習建築。在周遊歐洲之後，他于1854年在曼徹斯特開始自己的建築師事業。1865年移居倫敦。
他在1891年開始與兒子保羅·沃特豪斯合夥，1902年退休。1905年8月22日去世。